# لینا کرسنا
لینا کرسنا (استونیایی: Liina Kersna؛ زادهٔ ۳ آوریل ۱۹۸۰) سیاست‌مدار و روزنامه‌نگار اهل استونی است.
وی در ژانویه ۲۰۲۱ به‌عنوان وزیر آموزش و تحقیقات استونی انتخاب شد.